# Померли в жовтні 2013
|  | Службовий список статей, створений для координації робіт з розвитку теми. Це попередження не встановлюється на інформаційні списки і глосарії. |

Це список значимих людей, що померли 2013 року, упорядкований за датою смерті. Під кожною датою перелік в алфавітному порядку за прізвищем або псевдонімом.
Смерті значимих тварин та інших біологічних форм життя також зазначаються тут.
Типовий запис містить інформацію в такій послідовності:
- Ім'я, вік, країна громадянства і рід занять (причина значимості), встановлена причина смерті і посилання.

## Жовтень

### 31 жовтня
- Бруно Бертані, 78, італійський архієпископ, секретар Папської ради з інтерпретації законодавчих текстів, 1994—2007)[1]
- Жерар де Вільє, 83, французький письменник та журналіст[2]
- Завойський Аркадій Федорович, 91, міністр культури Удмуртської АРСР (1965—1976)[3]
- Тревор Клетц, 91, британський хімічний інженер, розробник методики HAZOP[en][4]
- Кузьмич Олексій Васильович, 68, білоруський художник[5]
- Андрес Нарваса, 84, філіппінська юрист, головний суддя Верховного суду Філіппін (1991—1998)[6]

### 30 жовтня
- Алексєєв Василь Гаврільєвіч, 75, російський політик, міністр охорони природи Якутії (1994—2006)[7]
- Раїс Буранбай, 53, башкирський архітектор та живописець, член Спілки архітекторів Росії[8]
- Кудюков Ігор Савич, 75, заслужений тренер СРСР з важкої атлетики.[9]
- Левітін Валерій Юлійович, 52, російський фотограф, фотокореспондент РИА Новости[10]
- Дейв Макфарлейн, 46, шотландський футболіст («Рейнджерс», «Кілмарнок»)[11]
- Майкл Палмер, 71, американський письменник та сценарист («Крайні заходи»)[12]
- Френк Весс, 91, американський джазовий саксофоніст, флейтист[13]

### 29 жовтня
- Аллаль Бен-Касу, 71, марокканський футбольний воротар[14]
- Керер Рудольф Ріхардович, 90, радянський та російський піаніст, педагог[15]
- Анка Петреску, 64, румунська архітектор, автор проекту Палацу Парламенту, наслідки ДТП[16]
- Соколова Аріадна Леонідівна, 88, радянська та російська живописець, заслужений художник Російської Федерації[17]
- Грем Старк, 91, англійський актор («Рожева пантера», «Казино „Рояль“»)[18][19]

### 28 жовтня

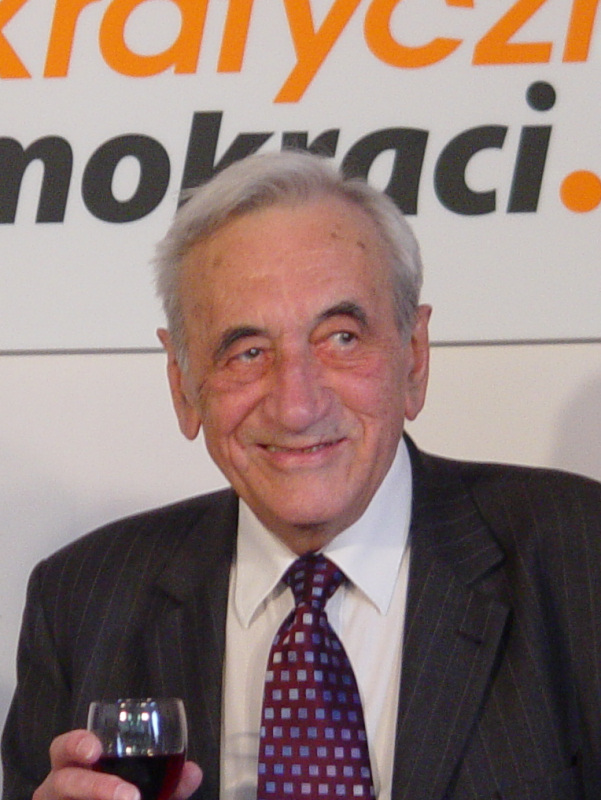
Тадеуш Мазовецький

- Юніс Казембе, 61, малавійський політик, міністр промисловості та торгівлі (2009—2012), міністр освіти (2012—2013)[20]
- Корбаков Володимир Миколайович, 91, художник, дійсний член Російської академії мистецтв, народний художник Росії[21]
- Тадеуш Мазовецький, 86, польський політик, один з лідерів руху «Солідарність» та перший посткомуністичний прем'єр-міністр Польщі[22][23]
- Бубуйна Орузбаева, 88, киргизький тюрколог, академік Національної академії наук Киргизької Республіки[24]
- Олександр Тіянич, 64, сербський журналіст, генеральний директор «Радіо та телебачення Сербії»[25]
- Раджендра Ядав, 84, індійський письменник та перекладач російської та французької літератури[26]

### 27 жовтня

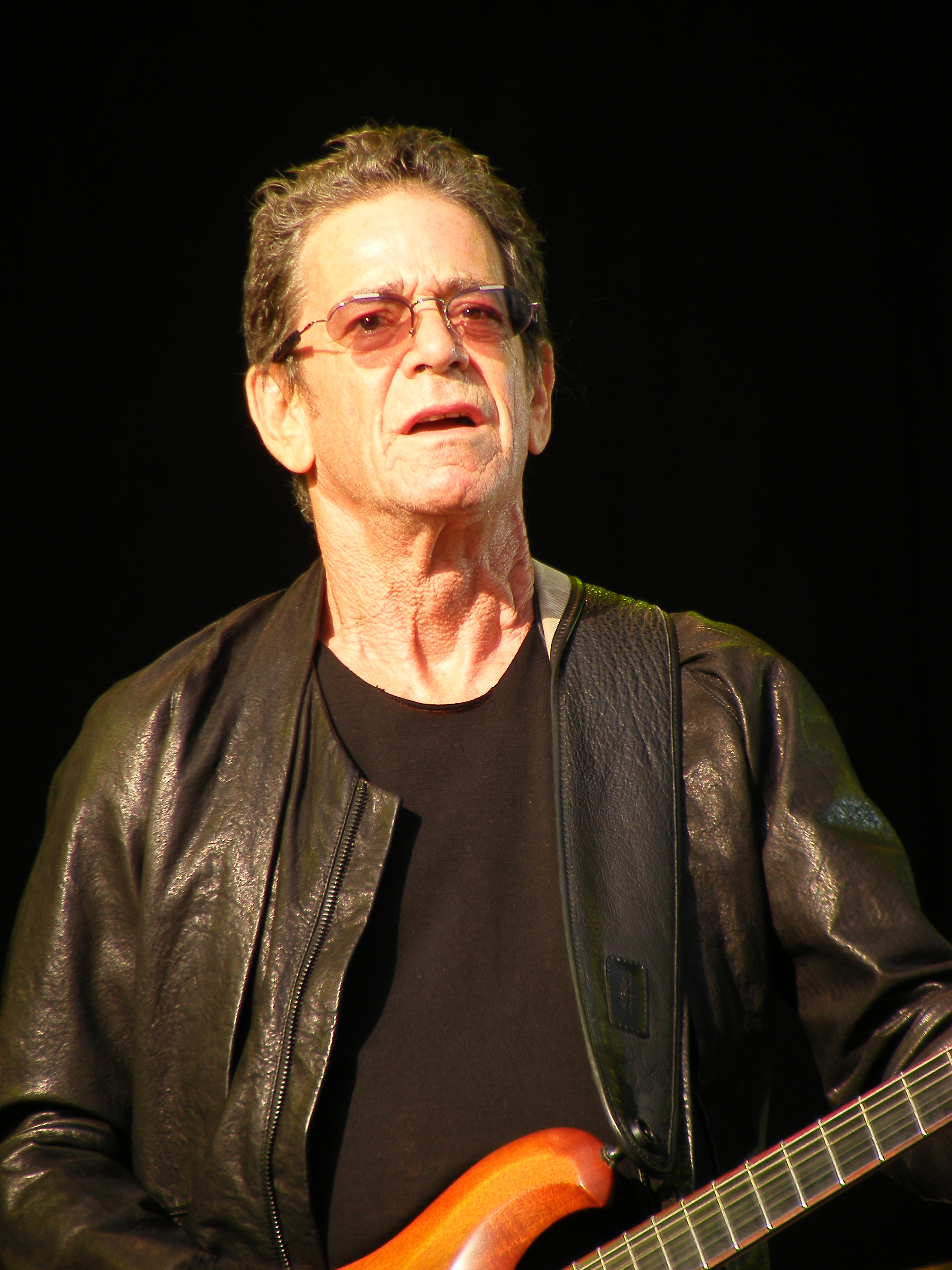
Лу Рід

- Ноель Деверн, 67, ірландський політик, міністр освіти (1991—1992)[27]
- Кривицький Микола Олексійович, 57, російський авіаконструктор[28]
- Луїджі Маньї, 85, італійський сценарист та режисер, лауреат Венеціанського кінофестивалю, 1995)[29][30]
- Лу Рід, 71, американський рок-музикант, поет, вокаліст та гітарист, автор пісень, один із засновників та лідер рок-групи The Velvet Underground[31]
- Хажиєв Різван Закірханович, 73, російський журналіст та письменник, голова Спілки журналістів Республіки Башкортостан (1990—1996)[32]

### 26 жовтня
- Гавриїл (де Вільдер), 67, єпископ Константинопольської Православної церкви, архієпископ Команський, керуючий Західноєвропейським екзархатом російських парафій Константинопольського Патріархату, 2003—2013)[33]
- Ел Джонсон, 65, американський співак[34]
- Матросова-Зибіна Людмила Єгорівна, 58, голова Союзу російських освітніх та благодійних товариств в Естонії[35]
- Шиков Олександр Костянтинович, радянський та російський фізик[36]

### 25 жовтня
- Артур Данто, 89, американський філософ та теоретик мистецтва[37]
- Девенпорт, Найджел, 85, англійський актор[38]
- Юліан Жолнеркевич, 82, польський ксьондз, капелан профспілки «Солідарність»[39]
- Мурашов Едуард Васильович, 75, актор, режисер та художник Російського драматичного театру Литви[40]
- Гел Нідем, 82, американський актор, режисер та сценарист, лауреат Почесного «Оскара», 2012)[41][42]
- Ампаро Солер Леаль, 80, іспанська актриса[43][44][45]
- Марсія Воллес, 70, американська актриса, лауреат премії «Еммі»; ускладнення після раку молочної залози[46][47]
- Фуряєв Геннадій Іванович, 76, колишній бригадир комплексної бригади будівельного управління № 8 тресту «Камчатрибстрой», Герой Соціалістичної Праці[48]
- Білл Шерман, 87, американський баскетболіст, п'ятиразовий чемпіон Національної баскетбольної асоціації[49]

### 24 жовтня
- Банк Михайло Григорович, 84, російський піаніст, диригент та педагог, народний артист Росії[50]
- Гмиря Сергій Петрович, 59, український політичний діяч, народний депутат Верховної Ради України 2, 3 та 4 скликань[51]
- Манна Дей, 94, індійський співак[52]
- Уткур Ісламов, 80, узбецький археолог та історик, доктор історичних наук, дійсний член Академії наук Узбекистану[53]
- Адольф Кяйс, 68, естонський продюсер та режисер[54]
- Ана Берта Лепе, 80, мексиканська акторка[55][56]
- Гігантський Джордж, 7, найбільший пес у світі, занесений до книги рекодів Гіннеса[57]
- Петров Юрій Володимирович, 74, керівник Адміністрації Президента Російської Федерації (1991—1993)[58]
- Рябцев Анатолій Семенович, 72, радянський та казахстанський воєначальник, генерал-лейтенант, командувач 40-ю армією (1991—1992), перший заступник міністра оборони Казахстану (1992—1994)[59]
- Сомдет Пхра Наянасамвара, 100, верховний паріарх Таїланду[60]
- Фадєєв Василь Митрофанович, 63, український хокеїст та спортивний діяч, директор Сокола, заслужений тренер України, ініціатор державної програми «Хокей України»[61]
- Цебеков Анатолій Очир-Горяевіч, 74, російський хоровий диригент, засновник та художній керівник Державного хору Калмикії, заслужений діяч мистецтв Росії та Калмицькій АРСР[62]
- Маноло Ескобар, 82, іспанський співак; рак[63]

### 23 жовтня
- Ентоні Каро, 89, британський скульптор; серцевий напад[64]
- Гіпі Майо, 62, американський гітарист («Dr. Feelgood», «The Yardbirds») та автор пісень[65]
- Митрушина Тетяна Георгіївна, 65, радянська та російська кіноакторка, заслужена артистка Росії[66]
- Писарський Євген Гаврилович, 94, заслужений архітектор Киргизстану[67]
- Сатаєв Каргамбай Рахімжанович, 74, казахський актор театру та кіно, народний артист Казахської РСР, батько казахського актора та режисера Ахана Сатаєва[68]

### 22 жовтня
- Айвар Бризі, 51, латвійський рок-музикант («Līvi», «Neptūns», «Leģions»)[69]
- Ерванд Енгибарян, 30, вірменський актор; ДТП[70]
- Френкі Леаль, 26, мексиканський боксер; травма головного мозку[71]
- Немиров Борис Степанович, 79, радянський яхтсмен, керівник першого в історії радянського парусного спорту навколосвітнього походу[72]
- Урушадзе Леван — грузинський історик, співробітник музею російської окупації Грузії; ДТП[73]
- Ласло Фюр, 82, угорський політик та історик, перший міністр оборони посткомуністичної Угорщини (1990—1994)[74]

### 21 жовтня
- Акім Яків Лазарович, 89, радянський та російський поет[75]
- Керін Джордан, 37, південноафриканський футболіст («Окленд Сіті»); рак[76]
- Заїкін Дмитро Олексійович, 81, радянський льотчик, член першого загону космонавтів СРСР[77]
- Ірма Лосано, 70, мексиканська актриса[78][79]
- Петраков Андрій Олександрович, 37, російський хокеїст («Металург» Магнітогорськ), дворазовий чемпіон Росії, 1999, 2001) і Євроліги, 1999, 2000)[80]
- Джейк Рі, 92, північноірландський професійний гравець у снукер[81]
- Салій Олександр Іванович, 61, депутат Державної думи РФ другого та третього скликань (1995—2003) від КПРФ[82]
- Джанні Феррі, 88, італійський композитор та диригент[83]
- Шолохов Михайло Михайлович, 78, отаман Союзу козаків Області війська Донського, 1990—1991), син письменника М. А. Шолохова[84]

### 20 жовтня
- Йованка Броз, 89, третя дружина маршала Йосипа Броза Тіто, перша леді Югославії (1953—1980)[85]
- Гіляров Олексій Меркурійович, 70, російський еколог, гідробіолог, публіцист, професор біологічного факультету МГУ, член-кореспондент РАПН (1994), доктор біологічних наук[86]
- Димитр Гочев, 70, болгарський режисер[87]
- Джамалул Кірам III, 75, титулярний султан Сулу, 1983—1990, 2012—2013)[88]
- Кармен Роман Романович, 80, радянський та російський телевізійний оператор, син фронтового кінооператора Р. Л. Кармена[89]
- Лоуренс Клейн, 93, американський економіст, лауреат Нобелівської премії з економіки, 1980)[90]
- Імре Надь, 80, угорський п'ятиборець[91]
- Микола (Месіакаріс), 89, архієпископ Афінський та всієї Греції грецької старостильних юрисдикції ІСЦ Греції «матфеевци» (2003—2013)[92]
- Йогіндер Сінгх, 81, кенійський ралійний автогонщик, триразовий переможець Ралі Сафарі, 1965, 1974, 1976)[93]
- Авраам Цукерман, 98, ізраїльський рабин, один з лідерів релігійного сіонізму[94]

### 19 жовтня
- Жорж Декріер, 83, французький актор[95]
- Рональд Джексон, 73, американський джазовий барабанщик та композитор, піонер авангардного джазу, вільного фанку та джаз-ф'южн[96]
- Кейліс-Борок Володимир Ісаакович, 92, російський сейсмолог, академік РАН[97]
- Меденцев,Микола, 61, протоієрей РПЦ, настоятель Покровського храму р. Бєлорєченська, Краснодарського краю; убитий[98]
- Джаккріт Панічпатікум, 40, таїландський стрілець, учасник олімпіад (2008) і (2012) року; вбивство[99]
- Ноель Гаррісон, 79, британський актор, співак[100]
- Цибуленко Віктор Сергійович, 83, радянський спортсмен, Олімпійський чемпіон (1960), бронзовий призер (1956) в метанні списа[101]

### 18 жовтня

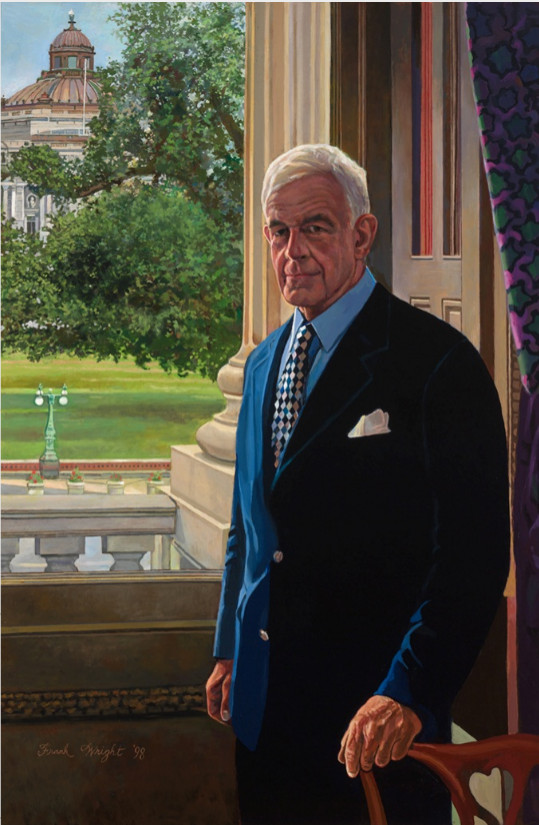
Том Фолі

- Франсіско Арельяно Фелікс, 63, мексиканський наркоділок, один із засновників Тіхуанського картелю; убитий[102]
- Биков Володимир Леонідович, 80, радянський дипломат, Надзвичайний та Повноважний Посол СРСР у Новій Зеландії (1984—1987)[103]
- Фелікс Декстер, 52, британський актор[104][105]
- Істомін Анатолій В'ячеславович, 69, радянський та російський актор та режисер[106]
- Аллан Стенлі, 87, канадський хокеїст («Нью-Йорк Рейнджерс», «Торонто Мейпл-Ліфс»), чотириразовий володар Кубка Стенлі, 1962, 1963, 1964, 1967)[107]
- Фільштинський Ісаак Мойсейович, 95, російський та радянський історик, літературознавець, сходознавець, арабіст[108]
- Том Фолі, 84, американський політик, спікер Палати Представників Конгресу США (1989—1995)[109]
- Ширяєв Андрій Володимирович, 48, поет; самогубство[110]

### 17 жовтня
- Альтшулер Євген Юрійович, 58, російський фізик, професор Саратовського державного технічного університету імені Ю. А. Гагаріна, доктор фізико-математичних наук[111]
- Джамех Джамех, сирійський військовий розвідник, генерал; убитий[112]
- Єрмолаєва Любов Йосипівна, 79, театральний режисер, засновник та художній керівник Омського драматичного театру «Студія» Л. Єрмолаєва, заслужений працівник культури Російської Федерації[113]
- Куканов Юрій Володимирович, 64, російський тренер з жіночого футзалу[114][115]
- Кобальчинська Романа Романівна, 62 чи 63, український етнограф та мистецтвознавець
- Рене Сімпсон, 47, канадська тенісистка, переможниця міжнародних турнірів Жіночої тенісної асоціації[116][117]

### 16 жовтня
- Альберт Бурлон, 96, французький велогонщик, переможець велогонки Париж — Бурж, 1947)[118][119]
- Гольдберг Віктор Давидович, 76, будівельник у галузі залізничного транспорту, начальник будівництва залізничних ліній Тюмень — Сургут — Новий Уренгой, Сургут — Нижньовартовськ[120]
- Ед Лотер, 72, американський актор[121][122]
- Моїсеєв Олександр Павлович, 74, російський уральський письменник та журналіст, краєзнавець, публіцист[123][124]
- Михайло Оленчук, 82, вояк УПА,[125]

### 15 жовтня
- Босенко Григорій Миколайович, 65, молдавський архітектор та графічний дизайнер (про смерть стало відомо цього дня)[126][127]
- Габдрахманов, Абрар Хаковіч, 78, башкирський композитор[128]
- Арсан Джамал, афганський політик, губернатор провінції Логар; убитий[129]
- Глорія Лінн, 83, американська джазова співачка[130]
- Мухамеджанов Урал Байгунсович, 64, казахстанський політик, голова Мажилісу парламенту Казахстану, 2004—2007, 2008—2012)[131]
- Мухаметзянова Гузель Валеївна, 75, російський педагог та громадський діяч, президент Академії соціальної освіти, доктор педагогічних наук, професор, академік Російської академії освіти[132]
- Ганс Ригель, 90, німецький підприємець, глава фірми «Haribo» (1946—2013)[133]
- Фетцов Володимир Павлович, 66, заслужений тренер Росії з боксу, суддя міжнародної категорії[134]
- Штегман Ігор Павлович, російський диригент, професор Московської державної консерваторії імені П. І. Чайковського, заслужений артист Російської Федерації[135]
- Шон Едвардс, 26, британський автогонщик, син Гая Едвардса; аварія[136]

### 14 жовтня

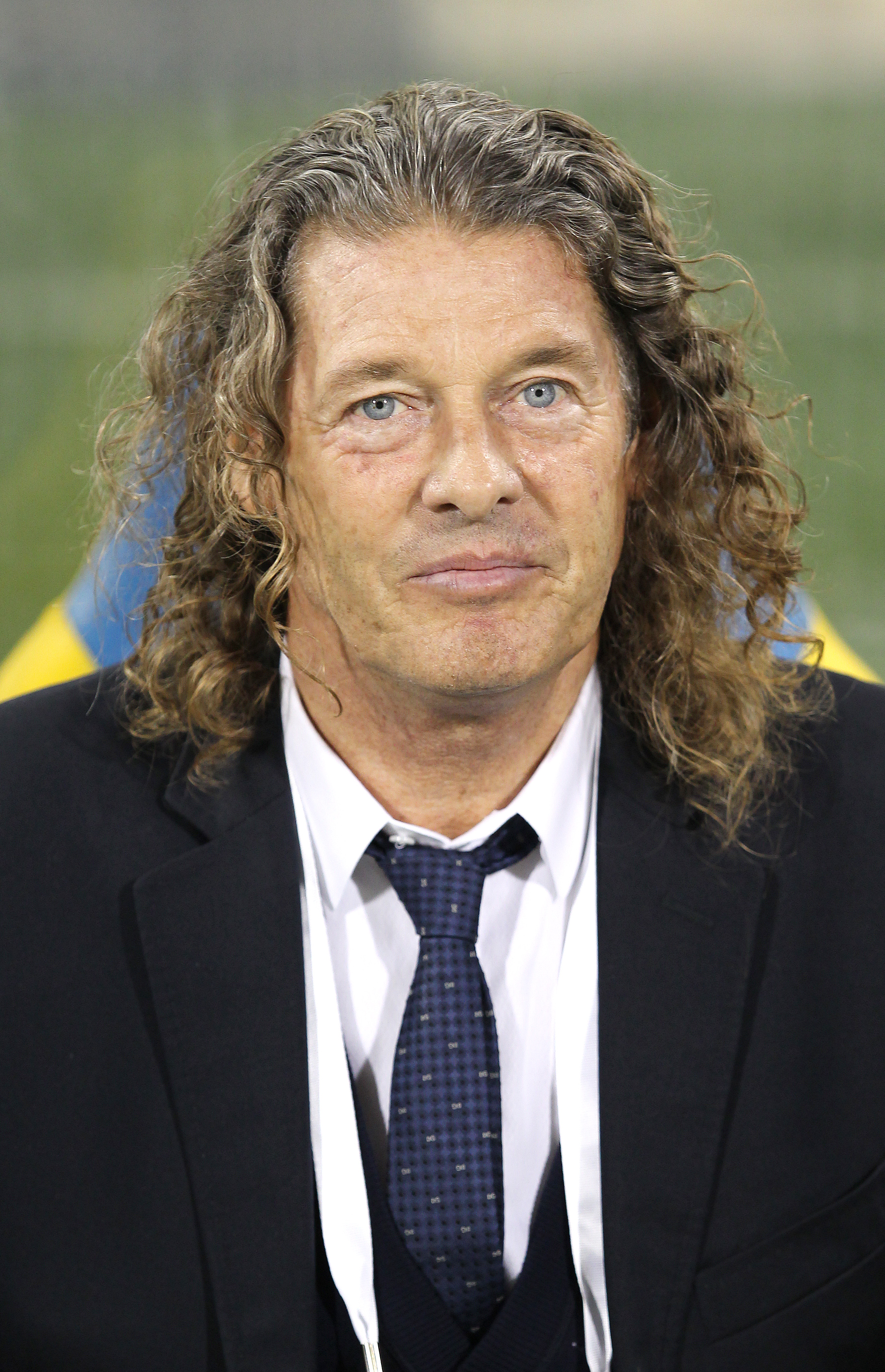
Бруно Метсю

- Астахов Олексій Тихонович, 91, учасник Другої світової війни, останній член екіпажу підводного човна С-13, командиром якої був Олександр Маринеско[137]
- Хосе Борель, 83, аргентинський футболіст[138]
- Веремеєнко Іван Іванович, 75, російський юрист[139]
- Тоні Катань, 71, іспанський фотограф, лауреат European Publishers Award for Photography[de], 1997)[140]
- Ларра Ігор Лаврентійович, 41, казахстанський журналіст, кореспондент газети «Свобода слова»; помер після нападу злочинців[141]
- Брюно Метсю, 59, французький футболіст та тренер, головний тренер збірної Сенегалу, 2000—2002)[142]
- Парменов Борис, 61, придністровський поет, композитор, виконавець бардівської пісні, один з авторів тексту Державного гімну ПМР[143]
- Максін Павелл, 98, одна з керівників американської звукозаписної компанії «Motown Records»[144]
- Проскуряков Сергій Германович, 54, російський кінооператор та продюсер[145]
- Солодков Олександр Петрович, 53, ректор Вітебського державного університету імені П. М. Машерова, ДТП[146]

### 13 жовтня

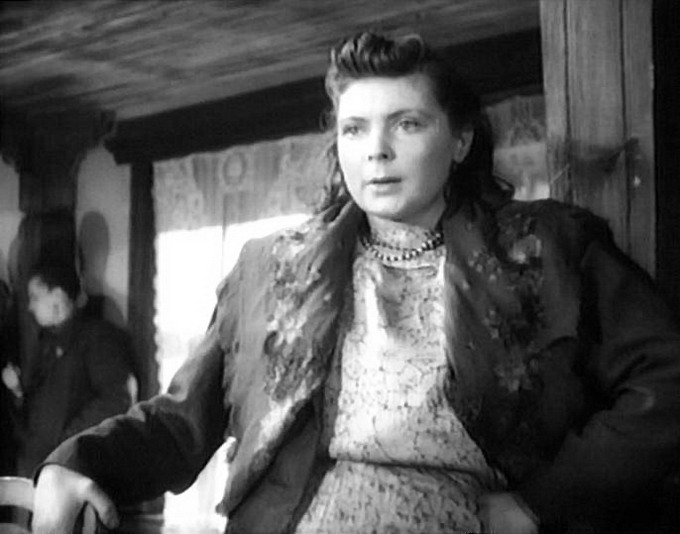
Ольга Аросєва

- Аросєва Ольга Олександрівна, 87, радянська і російська актриса театру і кіно, народна артистка РРФСР.[147]
- Мартін Древес, 94, німецький пілот-ас, учасник Другої світової війни[148]
- Крашенинников Євген Олексійович, 62, російський юрист, лідер ярославської цивілістичної школи, редактор журналу «Нариси з торговельного права»[149]
- Джо Мерівезер, 59, американський баскетболіст, бронзовий призер чемпіонату світу (1974)[150]
- Анджела Молдован, 86, румунська фольклорна та оперна співачка, кавалер Ордена Зірки Румунії[151]
- Олійниченко Галина Василівна, 85, радянська та російська оперна співачка, солістка Великого театру, 1957—1981), народна артистка РРФСР[152]
- Покровський Микола Миколайович, 83, російський історик, академік РАН[153]
- Янасе Такасі, 94, японський дитячий письменник, автор коміксів про Ампанмана[154]

### 12 жовтня
- Оскар Іхуелос, 62, американський письменник, лауреат Пулітцерівської премії[155]
- Ульф Лінде, 84, шведський письменник, директор музею та критик-мистецтвознавець, член Шведської академії, крісло № 11)[156]
- Марцевич Едуард Євгенович, 76, радянський та російський актор Малого театру та кіно, народний артист РРФСР[157]
- Силантьєв Володимир Валентинович, 55, мер Желєзноводська; ДТП[158]
- Джордж Гербіґ, 93, американський астроном (Об'єкт Гербіґа—Аро, Зірки Гербіґа (Ae/Be))[159]

### 11 жовтня
- Марія де Віджота, 33, іспанська автогонщиця[160]
- П'єр Массимі, 78, французький актор («Тріумф Михайла Строгова», «Графиня де Монсоро»)[161][162]
- Еріх Прібке, 100, гауптштурмфюрер військ СС, нацистський злочинець, учасник масового вбивства в Ардеатінських печерах[163]
- Вахід Ель-Сафі, 91, ліванський співак[164]
- Сарія Офір, 61, полковник ЦАХАЛ у відставці, один із засновників спецпідрозділу «Шальдаг» Армії оборони Ізраїлю, убитий арабськими терористами у власному будинку в поселенні Брош-Бікан поблизу Хеврона[165]

### 10 жовтня

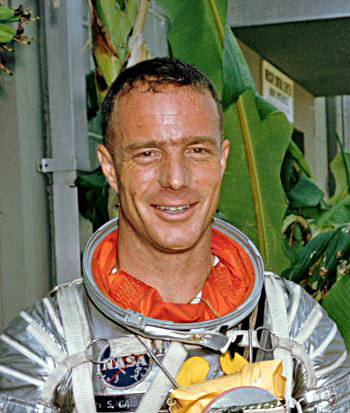
Малькольм Карпентер

- Даніель Дюваль, 68, французький актор та режисер[166]
- Єгоров Анатолій Олександрович, 82, радянський хокеїст («Спартак» Москва, «Динамо» Москва), чемпіон СРСР (1954), багаторазовий призер чемпіонату СРСР[167]
- Скотт Карпентер, 89, американський астронавт і дослідник океану.[168]
- Ян Кунемунд, 51, гітаристка американської хард-рок гурту «Vixen»; рак[169]
- Лозаненко Костянтин Фролович, 89, ветеран Німецько-радянської війни, Герой Радянського Союзу, 1943)[170]
- Вільфред Мартенс, 76, бельгійський політик[171][172]
- Кумар Паллана, 94, індійський актор[173]
- Алібек Рустамов, 81, узбецький мовознавець та літературознавець, дійсний член Академії наук Узбекистану[174]
- Казем Саріхані, 35, іранський дзюдоїст, чемпіон Азії (2000)[175]

### 9 жовтня

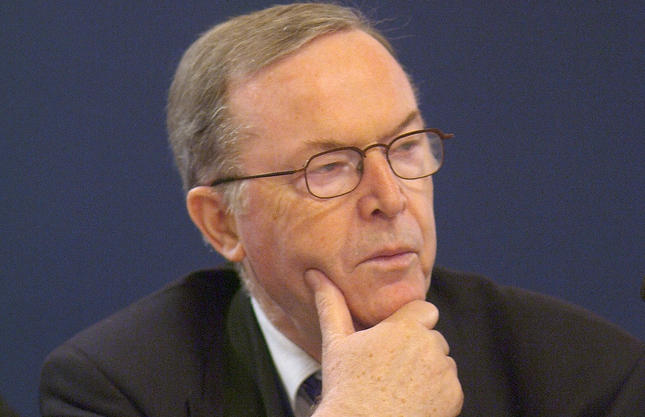
Вілфрід Мартенс

- Андрюнін Сергій, український режисер[176]
- Норма Бенгелл, 78, бразильська актриса («Виконавець обітниці»)[177][178]
- Алас Жайнаков, 52, киргизький композитор та співак, народний артист Киргизстану[179]
- Стенлі Кауффман, 97, американський журналіст та кінокритик, понад півстоліття працював на журнал The New Republic[180]
- Вілфрід Мартенс, 77, прем'єр-міністр Бельгії, 1979—1981, 1981—1992), один із засновників (1976) і лідер (1990—2013) Європейської народної партії[181]
- Мілан Матулович, 78, югославський шахіст, гросмейстер[182]
- Едмунд Нізюрський, 88, польський письменник[183]
- Марк Рід, 58, австралійський злочинець та письменник[184]
- Родін Анатолій Петрович, 76, радянський футболіст («Шахтар» Донецьк), дворазовий володар Кубка СРСР (1961, 1962)[185]
- Фалетенок Сергій, 43, російський новосибірський музикант і поет («Золота долина», «Рідна мова»), рак[186][187]
- Аббас Халаф Кунфуд — іракський дипломат та політолог, посол Іраку в Росії (2002—2003)[188]
- Хапсіроков Хізір Хаджібекіровіч, 83, російський вчений-філолог, головний редактор журналу «Черкесія».[189]
- Шріхарі, 49, індійський актор[190][191]

### 8 жовтня
- Поль Демаре, 86, канадський бізнесмен та мільярдер[192]
- Канаєв Олег, 56, борець греко-римського стилю, тренер та суддя, батько дворазової олімпійської чемпіонки з художньої гімнастики Євгенії Канаєвої[193]
- Левенець Юрій Анатолійович, 52, український історик та політолог, академік Національної академії наук України, директор Інституту політичних та етнонаціональних досліджень[194]
- Пашин Віталій Васильович, 87, російський письменник та журналіст[195][196]
- Пол Роджерс, 96, англійський актор («Наша людина в Гавані», «Башмаки рибалки»), лауреат British Academy Television Awards, 1955) і премії «Тоні» за найкращу чоловічу роль в п'єсі (1967)[197][198]
- Жозе Фарія, 80, бразильський футболіст та тренер, тренер збірної Марокко з футболу, 1983—1988)[199]
- Філ Шеврон, 56, ірландський музикант, гітарист групи «The Pogues»[200]

### 7 жовтня

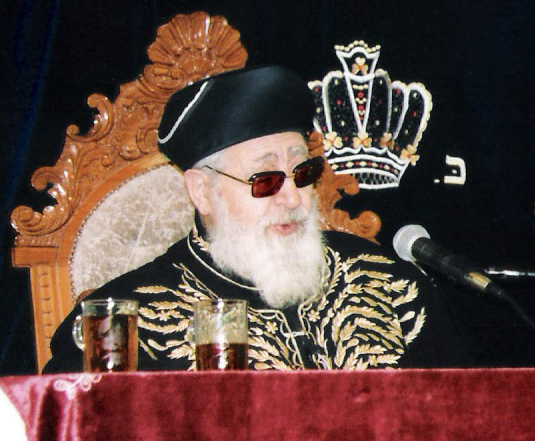
Овад'я Йосип

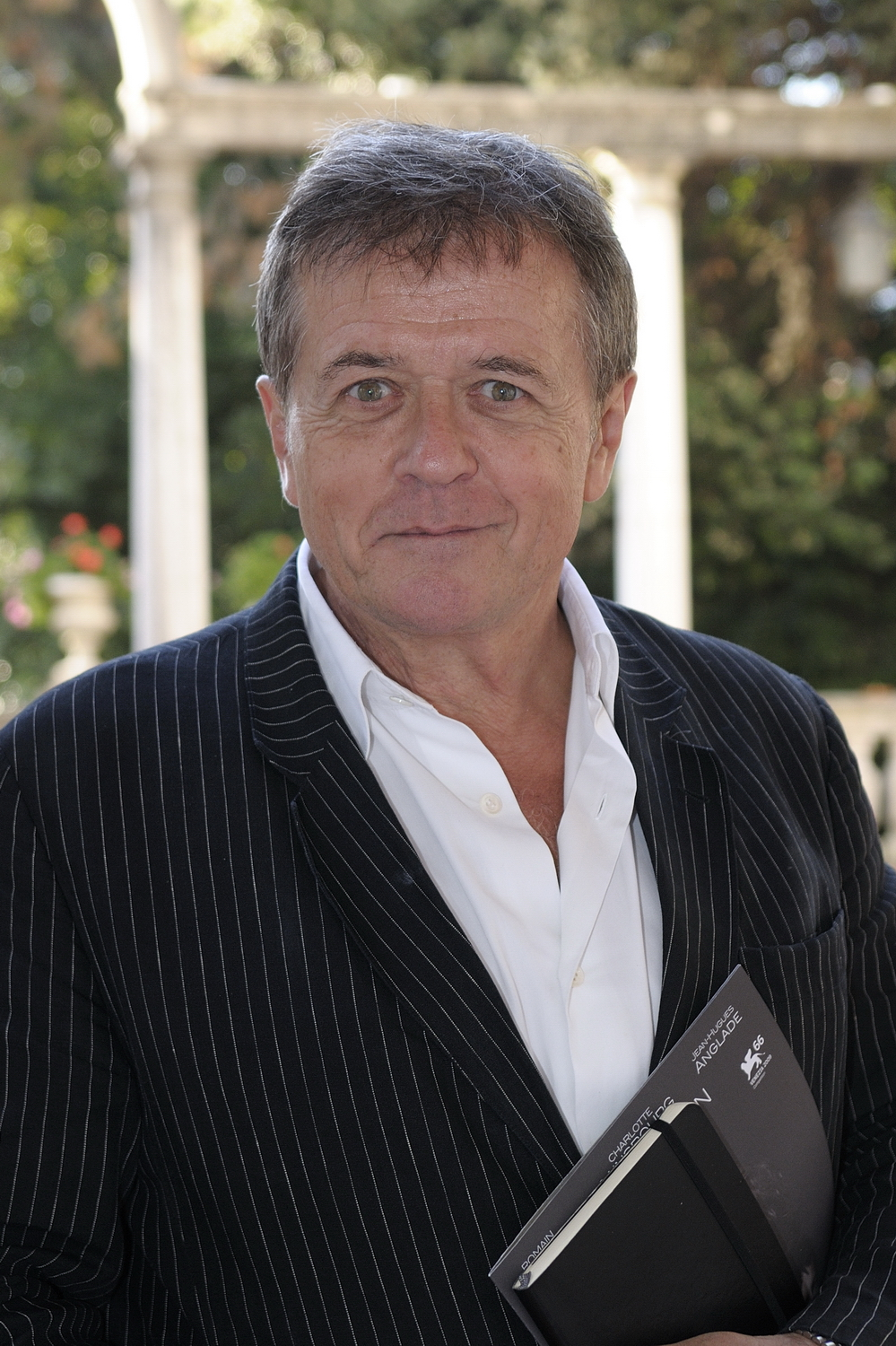
Патріс Шеро

- Бейзил Дікінсон, 98, австралійський спортсмен, найстаріший олімпієць країни, учасник Олімпійських ігор у Берліні (1936)[201]
- Железняков Валентин Миколайович, 82, радянський та російський кінооператор, актор і педагог, професор[202]
- Овад'я Йосип, 93, найбільший галахічні авторитет сефардскіх євреїв, духовний лідер партії ШАС[203]
- Леандро Мендоса, 67, філіппінська політик, міністр транспорту та комунікацій (2002—2010)[204]
- Салтиков Юрій Миколайович, 69, уповноважений з прав людини Астраханській області, 2005—2010), генерал-майор; самогубство[205]
- Соловйов Юрій Борисович, 93, радянський дизайнер[206][207]
- Іоанна Хмелевська, 81, польська письменниця, автор іронічних детективів[208][209]
- Храпунков Геннадій Володимирович, 64, актор театру «Ермітаж», знімався в кіно[210]
- Чурбанов Юрій Михайлович, 76, заступник міністра внутрішніх справ СРСР (1980—1983), зять Леоніда Брежнєва[211]
- Патріс Шеро, 68, французький режисер театру та кіно, актор та сценарист; рак легенів[212]

### 6 жовтня
- Берентаєв Канат Базарбаевич, 66, казахський економіст[213]
- Ніко Ван Кампен, 92, нідерландський фізик[214][215]
- Сенін Олексій Олексійович, 67, російський журналіст та громадський діяч, головний редактор газети «Російський вісник»[216]

### 5 жовтня
- Алексєєв Юрій Костянтинович, 82, радянський дипломат[217]
- Рут Бенеріто, 97, американський хімік.[218]
- Ван Кенань, 33, китайський спортсмен, чемпіон світу зі стрибків у воду (2003)[219]
- Колоколов Борис Леонідович, 88, радянський та російський дипломат, заступник Міністра закордонних справ РРФСР та Російської Федерації (1981—1996)[220]
- Карло Ліццані, 91, італійський режисер, сценарист та критик; самогубство[221]
- Фред Миффлин, 75, канадський політик, міністр рибальства та океанів (1996—1997), міністр у справах ветеранів (1997—1999)[222]
- Пересадило Микола Карпович, 80, комбайнер, Герой Соціалістичної Праці (1982)[223]
- Рахманова Галина Юсупівна, 49, танцівниця Маріїнського театру, педагог-репетитор[224]

### 4 жовтня

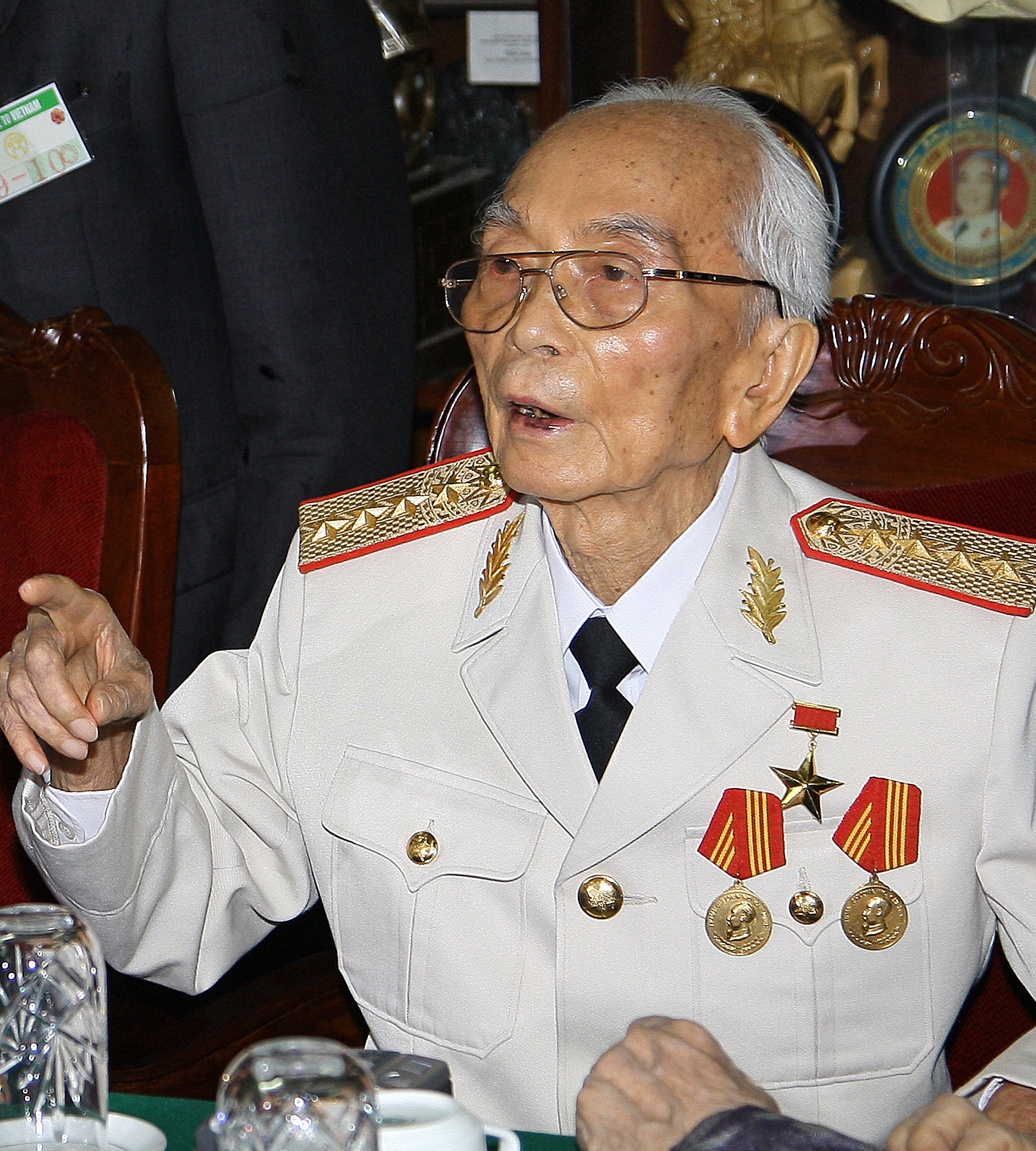
Під Нгуен Зяп

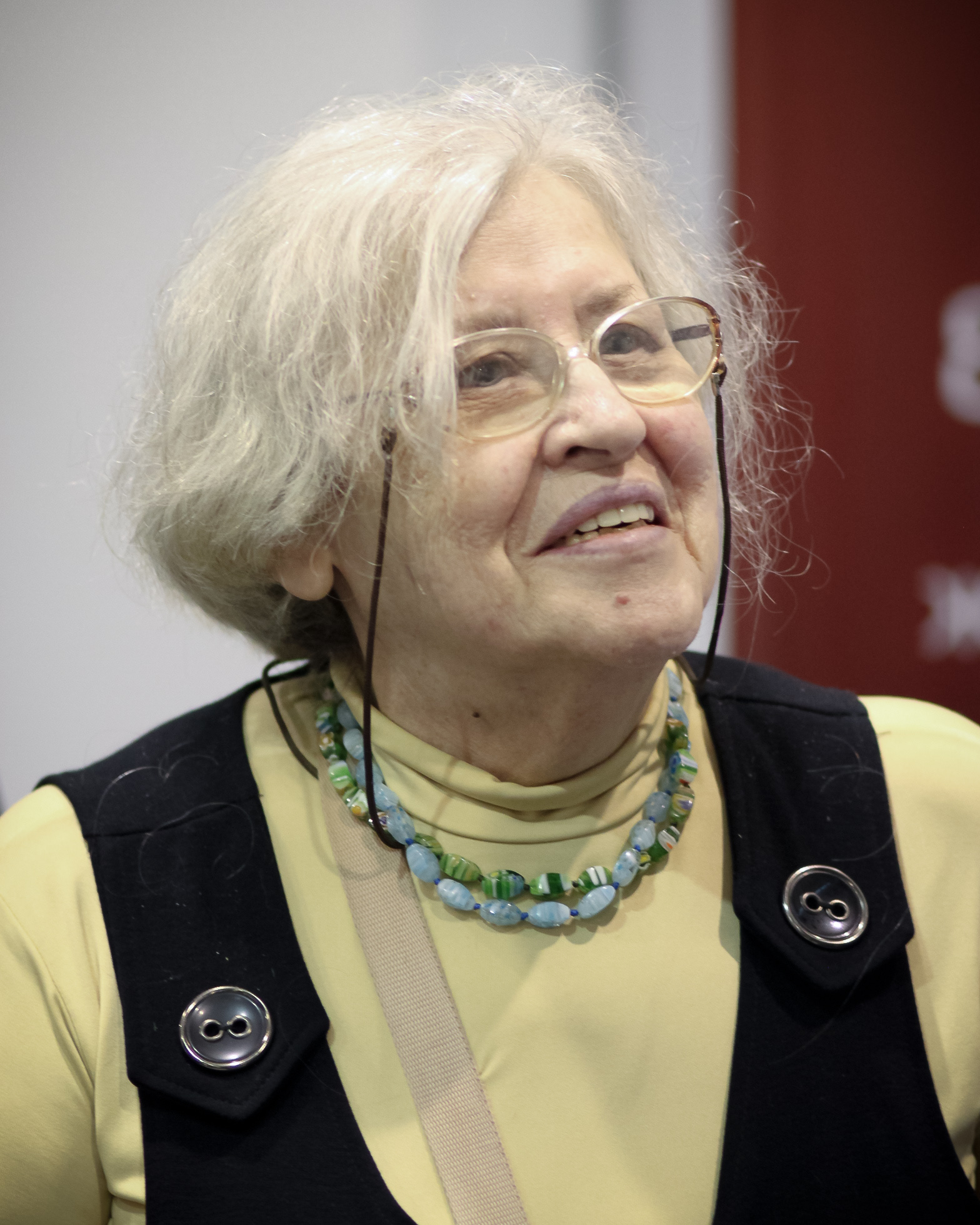
Марина Журинська

- Во Нгуен Зіап, 102, в'єтнамський генерал армії, політик та воєначальник, міністр оборони В'єтнаму (1946—1947, 1976—1980)[225]
- Журінська Марина Андріївна, 72, російський журналіст, публіцист та лінгвіст[226]
- Ковальчук Валентин Михайлович, 97, російський історик, батько російського фізика Ковальчука Михайла Валентиновича
- Акіра Міесі, 80, японський композитор[227]
- Ніколас Орешко, 96, американський ветеран Другої світової війни, нагороджений Медаллю Пошани, 1945), найстаріший на день смерті кавалер цієї нагороди[228][229]
- Пірузян Лев Арамович, 76, вчений у галузі медичної біофізики, фізіології, академік РАН, 2000[230]
- Герман Воллес, 71, учасник афроамериканського руху за права чорношкірого населення США «Чорні пантери», який відбував у в'язниці довічне ув'язнення з 1974 року[231]
- Хуцішвілі Георгій — грузинський політолог, директор Міжнародного центру з конфліктів та переговорів[232]

### 3 жовтня

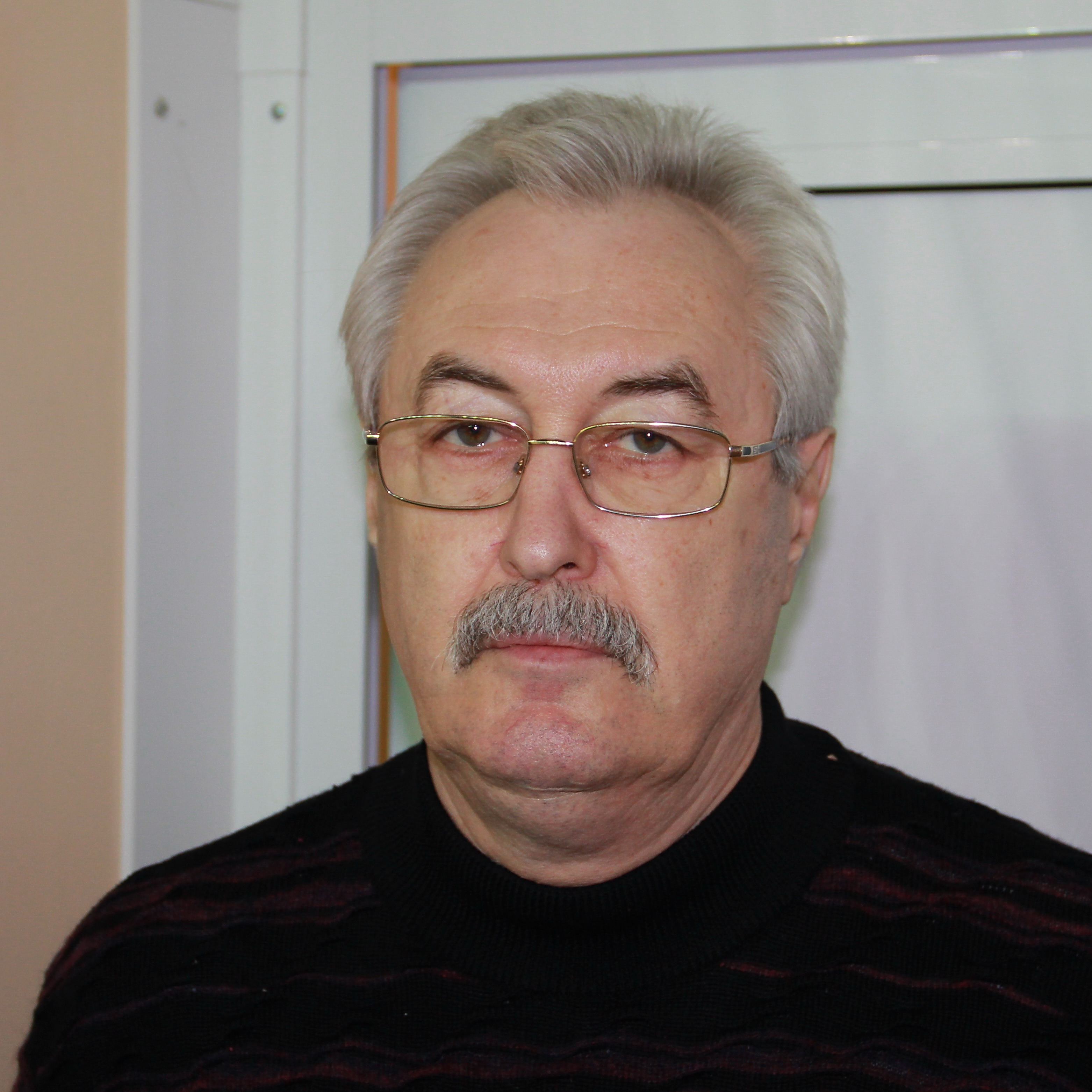
Сергій Бєлов

- Бєлов Сергій Олександрович, 69, радянський баскетболіст, радянський та російський тренер[233]
- Івашкевич Віктор Антонович, 54, білоруський опозиційний політичний та громадський діяч, один з творців Білоруського народного фронту[234][235]
- Масае Касай, 80, японський волейболіст, чемпіон Олімпійських ігор в Токіо, 1964)[236]
- Распопов Микола Петрович, 66, російський політолог[237]
- Анхелес Сантос Торроелья, 101, іспанська художниця[238]
- Хуан Хосе Хенде Орансон, 107, найстаріший шаман Еквадору, останній представник цієї професії індіанської народності тсачіла. (Про смерть стало відомо цього дня)[239]
- Чак Сміт, 86, американський пастор, засновник Каплиці на Голгофі[240]
- Фенько Олена Миколаївна, 37, українська баскетболістка[241]
- Хасбулатов Асланбек Імранович, 75, російський чеченський історик[242]
- Черняєв Анатолій Федорович, 76, російський вчений-механік[243]

### 2 жовтня
- Макарівський Анатолій, 60, актор та музичний керівник Київського єврейського музично-драматичного театру імені Шолом-Алейхема (1994—2013), соліст ВІА «Контемпоранул» та «Орізонт»; заслужений артист України[244]
- Михайлина Віра Іванівна, 85, радянська театральна актриса, заслужена артистка Карельської АРСР[245]
- Абрахам Немет, 94, американський математик та винахідник, творець коду Немета[246]

### 1 жовтня

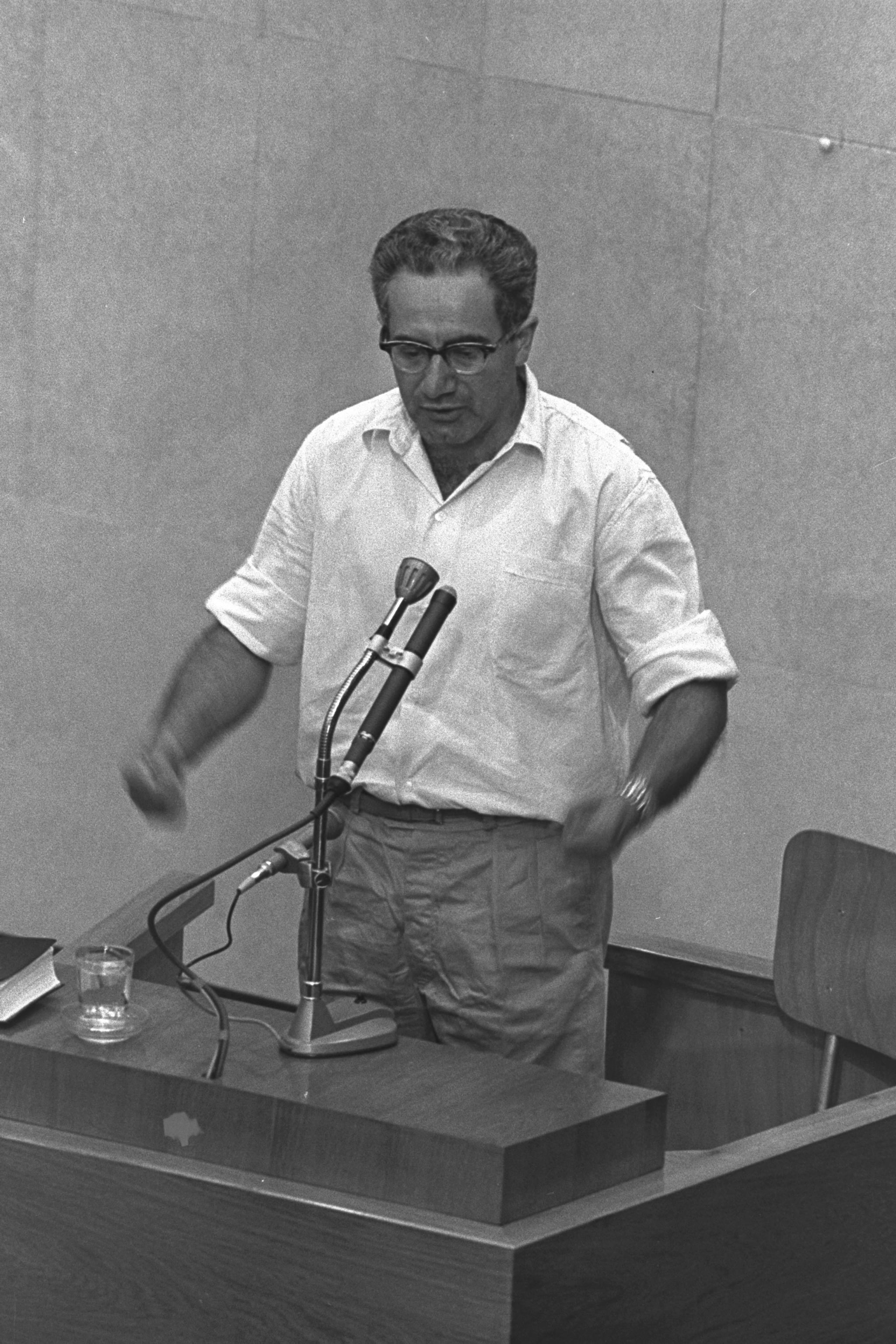
Ісраель Гутман

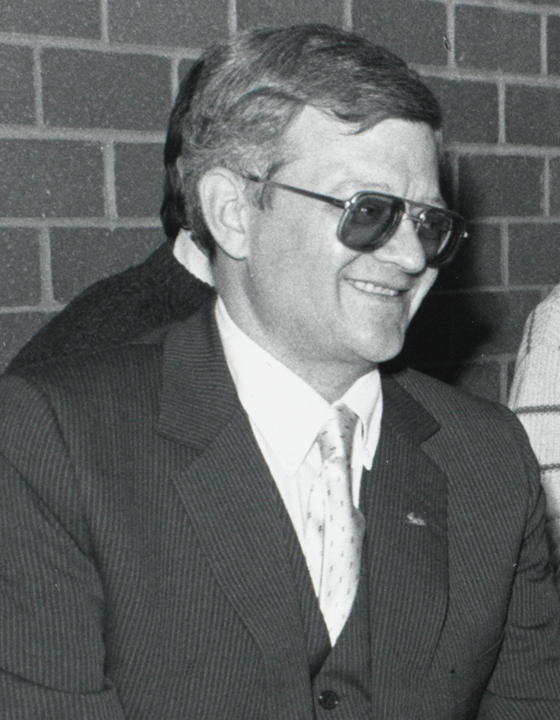
Том Кленсі

- Пітер Броудбент, 80, англійський футболіст («Вулверхемптоном»), триразовий чемпіон Англії[247]
- Ісраель Гутман, 90, ізраїльський історик, професор, один з останніх учасників повстання у Варшавському гетто[248][249]
- Джуліано Джемма, 75, італійський актор («Леопард», «Анжеліка — маркіза ангелів», «Анжеліка в гніві»); ДТП[250]
- Казанцева Ольга Олександрівна, 23, тренер омського Центру художньої гімнастики, тренер Ксенії Дудкіної[251]
- Том Кленсі, 66, американський письменник, під його непрямим керівництвом створювалися серії відеоігор Splinter Cell і Rainbow Six[252]
- Хуан Лінц, 87, іспанський та американський політолог[253]
- Митрофанов Олександр, 41, ударник групи «Недоторканні»[254]
- Оле Данбольт Мьєса, 74, норвезький лікар та політик, ректор університету Тромсе (1989—1995), голова Комітету Нобелівської премії миру (2003—2008)[255]
- Орлов Михайло Аронович, 90, заслужений працівник транспорту УРСР, колишній начальник аеропорту Благовєщенськ[256]
- Уткін Валентин Павлович, 79, радянський український хокеїст, перший капітан хокейного клубу «Динамо» (Київ)[257]